# Pomník Zákřovský Žalov
Pomník Zákřovský Žalov je památník tragédie z konce druhé světové války zřízený 31. října 1949 v lese u Kyjanice nedaleko Kozlova v okrese Olomouc na počest 19 upáleným obyvatelům obce Zákřov za údajnou podporu partyzánů. Památník ztvárňuje ženu zoufající nad osudem obětí této tragédie. Ty připomíná i devatenáct lip vysázených v půlkruhu za památníkem a nápis na památníku: „My dali život – vy dejte lásku!“. Autory památníku jsou profesor Univerzity Palackého Vladimír Navrátil a architekt Lubomír Šlapeta.

## Historie
Přerovské gestapo zorganizovalo dne 18. dubna 1945 akci, kdy vtrhlo do osady Zákřov, a společně s kozáckým oddílem gen. Vlasova, po prohledání vesnice, zatkli 19 mužů (2 z Velké Bystřice, 6 z Doloplaz a 11 ze Zákřova). Tito muži byli uvězněni ve chlévě ve Velkém Újezdu. Po dvou krutých dnech tvrdých výslechů byli muži odvlečeni do lesa k boudě nad Kyjanicemi. Na místo byl přivezen německý farář Schuster ze Slavkova, kterému bylo nařízeno pokropit lesní boudu svěcenou vodou, protože se měla stát masovým hrobem. Farář to odmítl a později, při střelbě na zajaté muže, se zhroutil. Mrtví a postřelení muži byli vhozeni do boudy a ta byla polita hořlavinou a zapálena. Vše pozoroval z lesa hajný, který po příchodu Rudé armády vše oznámil. Němci z Kozlova pak byli nuceni ostatky mužů vyhrabat a pohřbít na hřbitově v Tršicích.

## Další informace
Pomník Zákřovský Žalov je nemovitá kulturní památka č. 2026.
K pomníku vede červená turistická značka z Kozlova do Staměřic.